# Masaiti
Masaiti – miasto w Prowincji Copperbelt w centralnej Zambii.
W 2010 roku zamieszkiwane było przez 103 857 tys. mieszkańców.